# 肯尼思·梅雷迪思
肯尼思·梅雷迪思（英語：Kenneth Meredith，1963年1月22日—），澳大利亚男子竞技体操运动员。他曾代表澳大利亚参加1990年英联邦运动会竞技体操比赛，获得一枚银牌和二枚铜牌。他也曾参加1988年夏季奥运会。